# Deutsch-Südamerikanische Bank

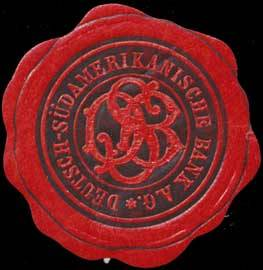
Siegelmarke

Die Deutsch-Südamerikanische Bank AG (DSB) war eine deutsche Bank für den Handel mit Südamerika, deren Hauptsitz in Berlin war. Sie wurde 1906 durch die Dresdner Bank, den A. Schaaffhausen’schen Bankverein und die Darmstädter und Nationalbank (Danat-Bank) gegründet. Weitere, wegen der weiten Entfernungen sehr autonom arbeitende Niederlassungen gab es in Hamburg, Argentinien, Peru, Uruguay und Spanien. In Südamerika operierte sie unter den Bezeichnungen Banco Germánico de la América del Sud und Banco Germánico para América do Sul. Vorsitzender des Aufsichtsrats war Henry Nathan.

## Geschichte

### Anfangsjahre
Vor dem Ersten Weltkrieg entwickelte sich das Unternehmen zur wichtigsten Spezialbank für den deutschen Handel mit Lateinamerika. 1914 wurden in Brasilien, Mexiko und Chile weitere Niederlassungen gegründet. Jedoch kam das Geschäft im Verlauf des Ersten Weltkriegs weitgehend zum Erliegen. Nach 1918 setzte ein rascher Aufschwung ein, der durch die Gründung weiterer Filialen in südamerikanischen Städten und eine größere Bedeutung des Spaniengeschäfts charakterisiert war. In Spanien wurde 1920 die Tochtergesellschaft Banco Germánico de la América del Sur, S.A. gegründet. Die Weltwirtschaftskrise gefährdete die Existenz der Bank massiv, da einbrechende Rohstoffpreise den Export aus Südamerika erheblich zurückgehen ließen und Einlagen durch den Wertverlust der südamerikanischen Währungen schrumpften. Versuche eines verstärkten Inlandsgeschäfts in Deutschland bleiben weitgehend erfolglos. Vorstandsmitglied Wilhelm Tang beging in diesem Zusammenhang Selbstmord.

### Im frühen NS-Staat
Die Reichsregierung verhinderte dann einen Bankrott im Zusammenhang mit ihrer Stützung der Dresdner Bank. Da in diesem Rahmen 1932 auch die Danat-Bank mit der Dresdner Bank verschmolzen wurde, gewann letztere die weit überwiegende Mehrheit an der DSB. Nach dem Tod von Henry Nathan Ende 1932 wurde Carl Goetz Vorsitzender des Aufsichtsrats. Operativ spielte Henry Nathans Sohn Oskar zunächst eine wichtige Rolle innerhalb der Bank. Dieser galt in der Zeit des Nationalsozialismus als Halbjude und wurde deshalb in seiner Arbeit immer weiter beschnitten, blieb aber bis 1943 im Vorstand der Bank. 1944 wurde er in ein Konzentrationslager verschleppt, aus dem er kurz vor der Befreiung durch die Alliierten fliehen konnte.
Trotz der Stabilisierung durch das Reich blieb die Geschäftslage der Bank auch nach 1932 schwierig. Es kam zu zahlreichen Zahlungsausfällen. Zu deren Bearbeitung wurde 1933 die Tochtergesellschaft Auslands-Incasso-Bank GmbH gegründet. Neben dem Ausfall von Forderungen belasteten die Überbewertung der Reichsmark gegenüber anderen Währungen, die Devisenbewirtschaftung in Deutschland und Südamerika sowie hohe Zölle und Einfuhrbeschränkungen der südamerikanischen Länder die Tätigkeit des DSB. Insgesamt stagnierte das Einlagengeschäft bis 1938. Mit der von der Reichsführung gewünschten Intensivierung des Lateinamerikahandels im Rahmen des Neuen Plans nahm die DSB jedoch eine zentrale Rolle bei der Zahlungsabwicklung ein. Insbesondere das in der Bank entwickelte neu eingeführte System der Ausländersonderkonten für Inlandszahlungen erbrachte hohe Gewinne.
1937 trat der überzeugte Nationalsozialist Hermann Victor Hugo Hübbe als ordentliche Mitglied in den Vorstand der DSB ein, nachdem er zuvor Leiter der Filiale in Hamburg gewesen war. Sein Vater Anton Hübbe war bis 1931 Vorstandsmitglied gewesen. Hermann Victor Hübbe übernahm die Funktion des Personalvorstands, war für die Auslandsniederlassungen zuständig und agierte als Kontaktperson für Behörden. Damit wurde er anstelle Nathans zur prägenden Gestalt für das operative Geschäft der Bank, auch wenn sein Verhältnis zu Goetz konfliktbehaftet war. Unter Hübbe nahm die Hamburger Niederlassung einen erheblichen Aufschwung und umfasste 1938 mehr Mitarbeiter als die Zentrale in Berlin. Im gleichen Jahr erwarb die Bank das ehemalige Palast-Hotel unter der repräsentativen Adresse Neuer Jungfernstieg 16, das daraufhin zum Hamburger Sitz wurde. Ein Drittel der knapp 1.900 Mitarbeiter dieser Zeit waren innerhalb des Deutschen Reiches beschäftigt, zwei Drittel und Spanien und Südamerika. Wichtigste Auslandsfiliale war die in Buenos Aires, die in den 1930er Jahren 30 bis 40 Prozent des Geschäftsvolumens abwickelte. Ende 1939 wies die DSB einen Jahresgewinn von knapp 1,5 Millionen Reichsmark aus, bei einer Bilanzsumme von 109 Millionen Reichsmark.
Analog zur Dresdner Bank kündigte auch die DSB im Jahresverlauf 1933 ihren jüdischen Mitarbeitern in Deutschland. Für die Auslandsniederlassungen lässt sich die Handhabung nicht mehr nachvollziehen. Dokumentiert ist lediglich eine Auseinandersetzung mit der NSDAP/AO, dem Reichswirtschaftsministerium und der deutschen Gesandtschaft im Jahr 1935 wegen weiter beschäftigter jüdischer Mitarbeiter in Buenos Aires, insbesondere des Filialleiters Felix Haase. Haase wurde schließlich Ende 1935 gekündigt. 1937 wurde auch der Filialleiter in Santiago de Chile, Otto Egg, entlassen, weil im Sympathien für Juden vorgeworfen worden waren. Hermann Victor Hübbe entließ in der Folge allerdings einen Mitarbeiter, der die Entfernung Eggs betrieben hatte.
In der zweiten Hälfte der 1930er Jahre weitete die Bank ihre Tätigkeit in Südamerika aus. Weitere Filialen wurden eröffnet. In Peru und Kolumbien wurden deutsche Auslandsbanken zu dominierenden Akteuren, während dies auf dem Kontinent insgesamt britische Banken blieben. In Spanien ging die Geschäftstätigkeit während des Bürgerkriegs von 1936 bis 1939 zurück, lebte aber nach dem Sieg Francos wieder auf. Die südamerikanischen Niederlassungen waren während des NS-Regimes stark mit Mitgliedern der NSDAP/AO durchsetzt.

### Im Zweiten Weltkrieg
Mit Beginn des Zweiten Weltkriegs brach das Geschäft des DSB als Folge von Wirtschaftssanktionen und der britischen Seeblockade ein. Bei einer Bilanzsumme von knapp 100 Millionen Reichsmark wurden 1940 ein Gewinn von 523.000 Reichsmark erzielt. Zugleich wurden die Niederlassungen in Südamerika stärker in die Propaganda zu Gunsten Deutschlands und gegen die Alliierten einbezogen. Aufgrund der Neutralität vieler südamerikanischer Staaten konnte die DSB dort zunächst weiterarbeiten. Wo dies nicht galt, wurden Guthaben über Tarnfirmen und verdeckte Geschäfte dem Zugriff der Alliierten entzogen. Auch die Auslands-Incasso-Bank konnte ihr Inkassogeschäft weitgehend weiter betrieben. Vor dem Kriegseintritt Italiens im Frühjahr 1940 betrieb die Hamburger DSB-Niederlassung über die Tochtergesellschaft Deutsche Außenhandels GmbH verdeckte Geschäfte über Italien und Spanien mit Südamerika. Nach dem Kriegseintritt der USA Ende 1941 entfiel der deutsche Handel mit Südamerika und damit die Geschäftsgrundlage der DSB weitgehend. Die Kriegseintritte Mexikos und Brasiliens an der Seite der Alliierten und der Abbruch der chilenischen diplomatischen Beziehungen mit dem Deutschen Reich Anfang 1943 erzwangen die Einstellung des Geschäftsbetriebs in diesen Ländern. Ein entsprechender Schritt erfolgte in Argentinien mit dessen Kriegserklärung an Deutschland im März 1945. Ein Geschäftsbetrieb fand an den verbleibenden Standorten spätestens 1944 praktisch nicht mehr statt. Die Niederlassung in Madrid blieb in einem gewissen Umfang tätig.
Nachdem Hübbe 1942 zur Wehrmacht eingezogen wurde und Nathan wegen der Rassengesetzgebung kaum noch handlungsfähig war, verblieb als einziges ordentliches Vorstandsmitglied der schon ältere Reinhard Neveling. Nach dessen Tod 1943 und der Verschleppung Nathans wurden die Stellvertreter Heinrich Fischbeck und Hans Wedekind zu ordentlichen Mitgliedern ernannt.

### Nachkriegszeit
Nach dem Zweiten Weltkrieg erfolgte die Liquidation der noch vorhandenen Niederlassungen und Unternehmen der Bank in Südamerika. 1950 wurden dort aber wieder erste Vertretungen eröffnet. Die spanische Niederlassung ging nach Kriegsende in spanischen Besitz über.
In Deutschland verlegte die Bank ihren Sitz nach Hamburg. Neben Hübbe, der Ende 1947 wieder die Leitung der Bank übernahm, kehrten mehrere Leitungspersonen der NS-Zeit in die Dienste der DSB zurück, so der Hübbe-Vertraut Fritz Karnatz Anfang der 1960er Jahre. Im Oktober 1949 kehrte auch Nathan in den Bankvorstand zurück. Er wechselte 1958 in den Vorstand der Dresdner Bank. Hübbe blieb bis 1966 Vorstandsmitglied der DSB und galt als deren wichtigste Führungsperson.
1996 wurde die Deutsch-Südamerikanische Bank in Dresdner Bank Lateinamerika AG umbenannt. Zu der Zeit hatte sie eine Bilanzsumme von 11,4 Mrd. Euro und beschäftigte etwa 1.100 Mitarbeiter.
2004 beschloss die Dresdner Bank, das Bankgeschäft der Dresdner Bank Lateinamerika abzuwickeln. Das Privatkundengeschäft wurde an die UBS verkauft.
Das Simon Wiesenthal Center veröffentlichte im März 2020 eine Pressemitteilung. Darin steht laut Wirtschaftswoche, dass das Wiesenthal Center in den Besitz einer Liste gelangte mit „12.000 Namen von argentinischen Nazis oder Menschen vor Ort, die zumindest eng verbunden mit dem Hitler-Regime waren. Sie sollen in den 1930er- und 1940er-Jahren Geld auf Konten der Schweizerischen Kreditanstalt versteckt haben.“ Eine Tochtergesellschaft der Deutschen Bank sowie der Deutsch-Südamerikanische Bank hätten einen Geldfluss von Deutschland nach Südamerika und wieder zurück in die Schweiz organisiert.